# Коланжур
Коланжур — річка у Кельменецькому й Бричанському районах України (Чернівецька область) та Молодови, ліва притока Ларги (басейн Дунаю).

## Опис
Довжина річки приблизно 9 км, Формується з багатьох безіменних струмків та водойм.

## Розташування
Бере початок на південному заході від села Нелипівці. Перетинає українсько-молдовський кордон і тече переважно на південний захід через Павловку і у Котяла впадає у річку Ларгу, ліву притоку Пруту.